# ژان-فرانسوا شورن
ژان-فرانسوا شورن (فرانسوی: Jean-François Chaurin‎؛ زادهٔ ۲۳ اکتبر ۱۹۶۱) دوچرخه‌سوار اهل فرانسه است.